# Stanisław Biernikow
Stanisław Wasiljewicz Biernikow, ros. Станислав Васильевич Берников (ur. 1 października 1953 w Lipiecku, Rosyjska FSRR, zm. 23 kwietnia 2019 tamże) – rosyjski piłkarz, grający na pozycji pomocnika, a wcześniej obrońcy, trener piłkarski.

## Kariera piłkarska

### Kariera klubowa
Wychowanek Mietałłurga Lipieck, w składzie którego w 1973 rozpoczął karierę piłkarską. W 1976 przeszedł do Metalista Charków. Na początku 1979 został piłkarzem Szachtara Donieck, ale już w czerwcu powrócił do Metalista Charków, w którym występował przez kolejne 4 lata i pełnił funkcje kapitana drużyny. W 1984 wrócił do Mietałłurga Lipieck. Od 1988 występował w klubach Spartak Anapa i Traktor Pawłodar. W 1991 zakończył karierę piłkarską w zespole Gorniak Chromtau.

## Kariera trenerska
Jeszcze będąc piłkarzem pomagał trenować Traktor Pawłodar w 1990. W latach 1992–1993 pomagał trenować Metalist Charków, a od listopada 1994 do kwietnia 1995 prowadził Temp Szepetówka. Od 1998 z przerwami pracował na różnych stanowiskach w sztabie szkoleniowym Mietałłurga Lipieck. 
16 września 2006 roku na podmiejskiej bazie treningowej "Parus" na zebraniu z piłkarzami po zarzutach trenera Stanisława Biernikowa o "sprzedaż" trzema piłkarzami meczu z Mordowią Sarańsk (0:1) doszło do bójki. Trener Biernikow wraz ze swoim synem oraz czterema osobami nieznanymi pobił oskarżonych piłkarzy. Kapitan drużyny Alieksiej Moroczko i bramkarz Jewgienij Szamrin doznali wstrząsu mózgu i wielu innych rozległych obrażeń. Trzeci piłkarz Dienis Żukowski został postrzelony w rękę z pistoleta traumatycznego od jednego z napastników. Zajście miało negatywny oddźwięk, traktowane było jako skandal "strzelania do piłkarzy". 7 listopada 2006 roku Kontrolno-Dyscyplinarna Komisja Rosyjskiego Związku Piłki Nożnej skazała Biernikowa na dożywotni zakaz zajmowania się działalnością piłkarską.

## Sukcesy i odznaczenia

### Sukcesy klubowe
- mistrz Pierwszej Ligi ZSRR: 1981
- brązowy medalista Pierwszej Ligi ZSRR: 1980

### Odznaczenia
- tytuł Mistrza Sportu ZSRR: 1980